# Barokní kytara

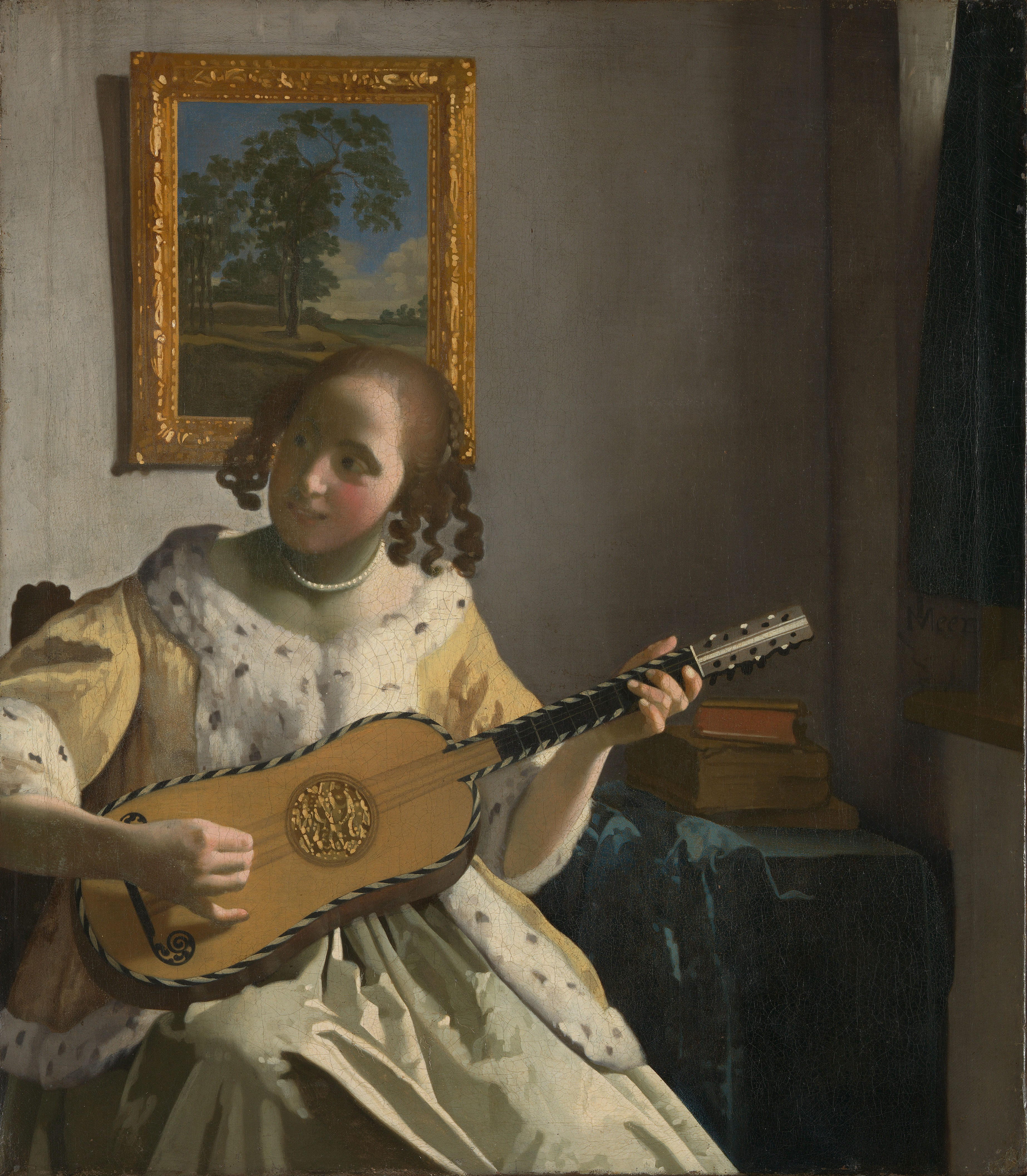
Kytaristka (cca 1672), Johannes Vermeer

Barokní kytara je typ kytary z doby baroka (cca 1600–1750); jde o předchůdce moderní klasické kytary. Označují se tak i dnešní nástroje vyrobené ve stejném stylu.
Barokní kytara byla menší než kytara dnešní, měla jednodušší konstrukci a struny byly vyrobeny ze střev. Pražce se vyráběly také ze střev a ke krku kytary se přivazovaly. Typický nástroj měl pět strun, z nichž bylo čtyři nebo i pět zdvojeno a nástroj tak celkem měl 9 až 10 strun.
Na začátku romantismu struny přestávaly být zdvojeny a přibyla jedna basová struna E.